# Stanisława Trzcińska
Stanisława Trzcińska (ur. 1888, zm. 5 grudnia 1943 w KL Stutthof) – Polka zamordowana za pomoc Żydom podczas II wojny światowej.

## Życiorys
Jesienią 1939 roku północne Mazowsze zostało wcielone do III Rzeszy. We wrześniu 1940 roku w okolicznym Płońsku powstało getto, gdzie znalazło się ok. 12 tys. Żydów. W grudniu 1942 roku zostało ono zlikwidowane, a praktycznie wszystkich zamieszkujących je Żydów deportowano do Auschwitz-Birkenau. Niektórym Żydom udało się uciec.
Część Polaków zaangażowała się w pomoc uciekinierom. Wśród nich znalazła się Stanisława Trzcińska oraz jej dorośli synowie: Stefan i Jan. Rodzina prowadziła gospodarstwo rolne w Skwarach na północnym Mazowszu. Trzcińscy dostarczali pożywienie i czasowo ukrywali w stodole rodzinę Klinów, którą znali jeszcze sprzed wojny.
23 sierpnia 1943 roku domostwo Trzcińskich otoczył oddział niemieckiej żandarmerii, której doniesiono o miejscowych Polakach pomagających Żydom. Janowi udało się uciec z obławy. Podczas przesłuchania Stanisławę kilkukrotnie uderzono w twarz, Stefana zaś bito do utraty przytomności. Oboje wywieziono do aresztu w Pomiechówku.
Stefan został publicznie powieszony 21 listopada 1943 roku w Złotopolicach wraz z sześcioma innymi osobami (m.in. z Ignacym Ambroziakiem i Władysławem Muchowskim). Jan Trzciński zdołał przeżyć wojnę. 
Stanisławę Trzcińską (w niemieckich dokumentach występuje jako Stanisława Trzenska) wywieziono do obozu koncentracyjnego w Stutthofie, gdzie została zamordowana 5 grudnia 1943 roku. Według innego źródła została zamordowana w Modlinie na przełomie 1943/1944 roku.

## Upamiętnienie
W 1991 roku Instytut Jad Waszem odznaczył tytułem Sprawiedliwych wśród Narodów Świata Stanisławę Trzcińską oraz jej dwóch synów, a także innych mieszkańców okolicznych wsi zaangażowanych w pomoc Żydom: Ignacego Ambroziaka i jego żonę Rozalię oraz Władysława Muchowskiego.
W 2023 roku w Złotopolicach w ramach projektu Zawołani po imieniu uroczyście odsłonięto tablicę upamiętniającą Ignacego Ambroziaka, Stanisławę Trzcińską, Stefana Trzcińskiego oraz Władysława Muchowskiego. W wydarzeniu uczestniczyli między innymi: dyrektor Instytutu Pileckiego Magdalena Gawin, naczelny rabin Polski Michael Schudrich, przedstawiciele władz miejscowych samorządowych oraz potomkowie zamordowanych, w tym Joanna Trzcińska, prawnuczka Stanisławy. List do uczestników uroczystości skierował prezydent RP Andrzej Duda.